# فيكتور إسترادا
فيكتور إسترادا (بالإسبانية: Víctor Estrada) هو لاعب تايكوندو مكسيكي، ولد في 28 أكتوبر 1971 في Matamoros Municipality, Tamaulipas ‏ في المكسيك.

## وصلات خارجية
- فيكتور إسترادا على موقع TaekwondoData.com (الإنجليزية)
- فيكتور إسترادا على موقع أوليمبيديا (الإنجليزية)